# Mario Beger

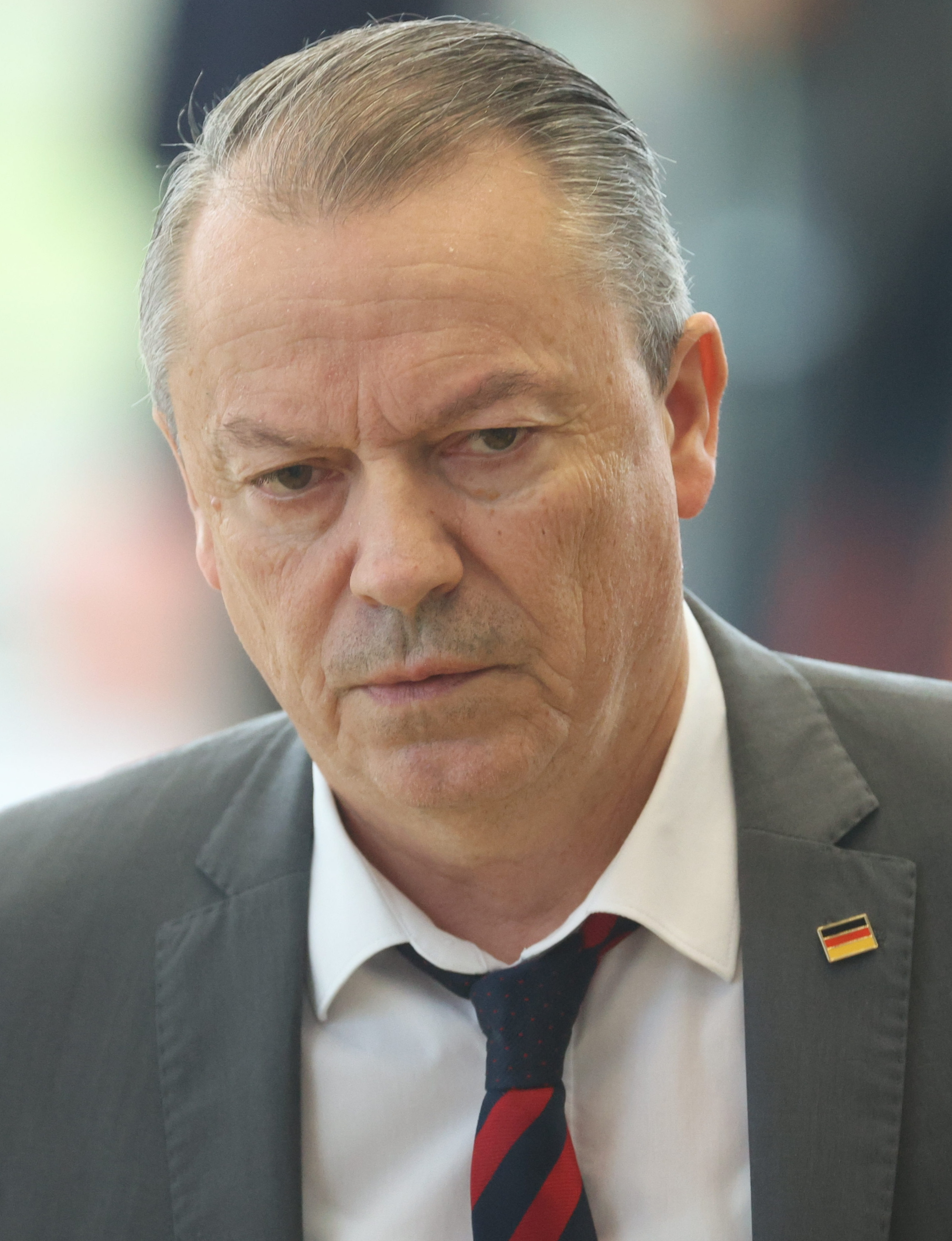
Mario Beger (2024)

Mario Beger (* 11. Juni 1966 in Großenhain) ist ein deutscher Politiker (AfD). Er ist Vorsitzender des Kreisverbandes Meißen der Alternative für Deutschland und seit 2014 Mitglied des Sächsischen Landtags.

## Leben
Beger absolvierte nach der Polytechnischen Oberschule eine Berufsausbildung als Fliesen-, Platten- und Mosaikleger, die er 1985 abschloss. Er wurde von der DDR-Justiz wegen „versuchten ungesetzlichen Grenzübertritts“ zu 18 Monaten Haft verurteilt und 1989 amnestiert. 1994 legte er die Meisterprüfung an der Handwerkskammer Dresden ab. Im Jahr 1999 gründete Beger einen eigenen Fliesenhandel, für welchen er später Insolvenz anmeldete.  2002 erwarb er einen Abschluss als Betriebswirt des Handwerks an der Handwerksakademie in Dresden. 2011 folgte ein Abschluss als Bachelor of Arts in Wirtschaftswissenschaften an der Fachhochschule Zittau/Görlitz. Beger ist Angestellter in einem Handel für Natursteine.
Mario Beger ist geschieden, hat einen Sohn und lebt in Großenhain.

## Politik
Beger trat im März 2013 der neugegründeten Partei Alternative für Deutschland bei und wurde im November zum Vorsitzenden des Kreisverbandes Meißen gewählt. Als Listenkandidat wurde er 2014 in den Sächsischen Landtag gewählt. Dort sitzt er im Bewertungsausschuss und im Europaausschuss. Außerdem ist er wirtschaftspolitischer Sprecher der Fraktion und war 2016 Mitgründer des AfD-Mittelstandsforums in Sachsen.
In einer Vorstellung der neu in den sächsischen Landtag gewählten AfD-Abgeordneten notierte die Die Zeit: „Beger betreibt eine Facebookseite, auf der er gegen das „BRD-Regime“ hetzt und verschwörungstheoretische Texte verlinkt.“
Gegenüber dem ZDF-Magazin Frontal21 äußerte Beger, angesprochen auf das Thema „Nationalstolz“: „Ich hab ihn schon, ja. Und man braucht sich dafür auch nicht zu schämen. […] Das ist meine ehrliche Meinung […] Und es ist ganz wichtig, dass wir 'ne Identität haben, also wir Deutsche. Ich meine, was vor 70 Jahren passiert ist, dafür brauchen wir uns nicht für schuldig bekennen. Also, was die damals gemacht haben“.
Im Mai 2018 wurde Beger im Landtag gemaßregelt und ihm das Wort entzogen, als er seinen Vortrag sang und auch nach Aufforderung nicht damit aufhörte.
Seit 2019 hat er außerdem einen Sitz im Stadtrat von Großenhain. Bei der Landtagswahl in Sachsen 2019 kandidierte Beger auf Listenplatz 7, wurde jedoch durch sein Erststimmenergebnis von 40,1 % im Wahlkreis Meißen 2 direkt in den Sächsischen Landtag gewählt. Bei der Landtagswahl 2024 gewann er mit 47,5 % der Erststimmen erneut das Direktmandat im Wahlkreis Meißen 2.